# Boliniales
Boliniales es un orden de hongos de la clase Sordariomycetes.